# Język balantak
Język balantak (lub balanta, Wurung Balantak), także kosian lub sian – język austronezyjski używany w indonezyjskiej prowincji Celebes Środkowy (kabupaten Banggai). Według danych z 2010 r. posługuje się nim 30 tys. osób. Ojczyzna grupy etnicznej Balantak obejmuje kecamatany Balantak, Balantak Selatan, Lamala i Masama.
Według doniesień z 1991 i 2012 pozostaje w szerokim użyciu w różnych sferach życia codziennego. W administracji, edukacji i sferze religijnej oraz w komunikacji międzyetnicznej wykorzystywany jest język indonezyjski. Niektórzy użytkownicy tego języka, którzy zamieszkują wsie we wnętrzu wyspy, opierają się wpływom języka narodowego.
Odnotowano pewne różnice dialektalne, ale nie są one zbyt duże. Dialekt batubiring (związany ze wsiami Dolom, Talima i Talima B) to odmiana o wyższym statusie, która jest wykorzystywana w materiałach pisanych. Balantak jest najbliżej spokrewniony z językiem banggai.
Spotykane w literaturze nazwy „kosian” i „sian” pochodzą od form przeczenia w tym języku; nie są powszechnie używane na poziomie lokalnym.
Od lat 80. XX w. badania wśród Balantak prowadzili Robert i Marilyn Busenitz, w ramach współpracy Universitas Hasanuddin i Summer Institute of Linguistics. Materiały lingwistyczne poświęcone językowi balantak to m.in. opisy gramatyki: Struktur Bahasa Balantak (1992), A Grammar of Balantak (2012)  oraz słownik Kamus Balantak-Indonesia-Inggeris (2000).
Jest zapisywany alfabetem łacińskim. Służy przede wszystkim jako język ustny, przy czym jego forma pisana pojawia się w sferze religijnej i wiadomościach tekstowych. Zainicjowano projekty, które przyczyniły się do rozwoju zalążków piśmiennictwa w tym języku; wypracowano wstępne konwencje ortografii.